# Bödeli
Bödeli egy folyók hordaléka által feltöltött terület a Thuni-tó és a Brienzi-tó között a Berni-felvidékön, Svájcban.
A legutóbbi jégkorszak idején a Thuni-tó és a Brienzi-tó még nem volt két különálló tó. A Lütschine és a Lombach folyók hordaléka feltöltötte a területet és így különvált a két tó.
A Brienzi-tó vízszintje közel két méterrel van magasabban, mint a Thuni-tó, és a két tavat az Aare folyó köti össze Bödelin keresztül.
A Bödelin fekszik Interlaken, Unterseen és Matten, melyek zárt települést alkotnak, déli határon Wilderswil és Böningen található.
1870 és  1874 között épült a Bödelibahn vasút, mely a därligeni hajóállomást (Thuni-tó) kötötte össze a böningeni hajóállomással (a Brienzi-tó.

## Galéria

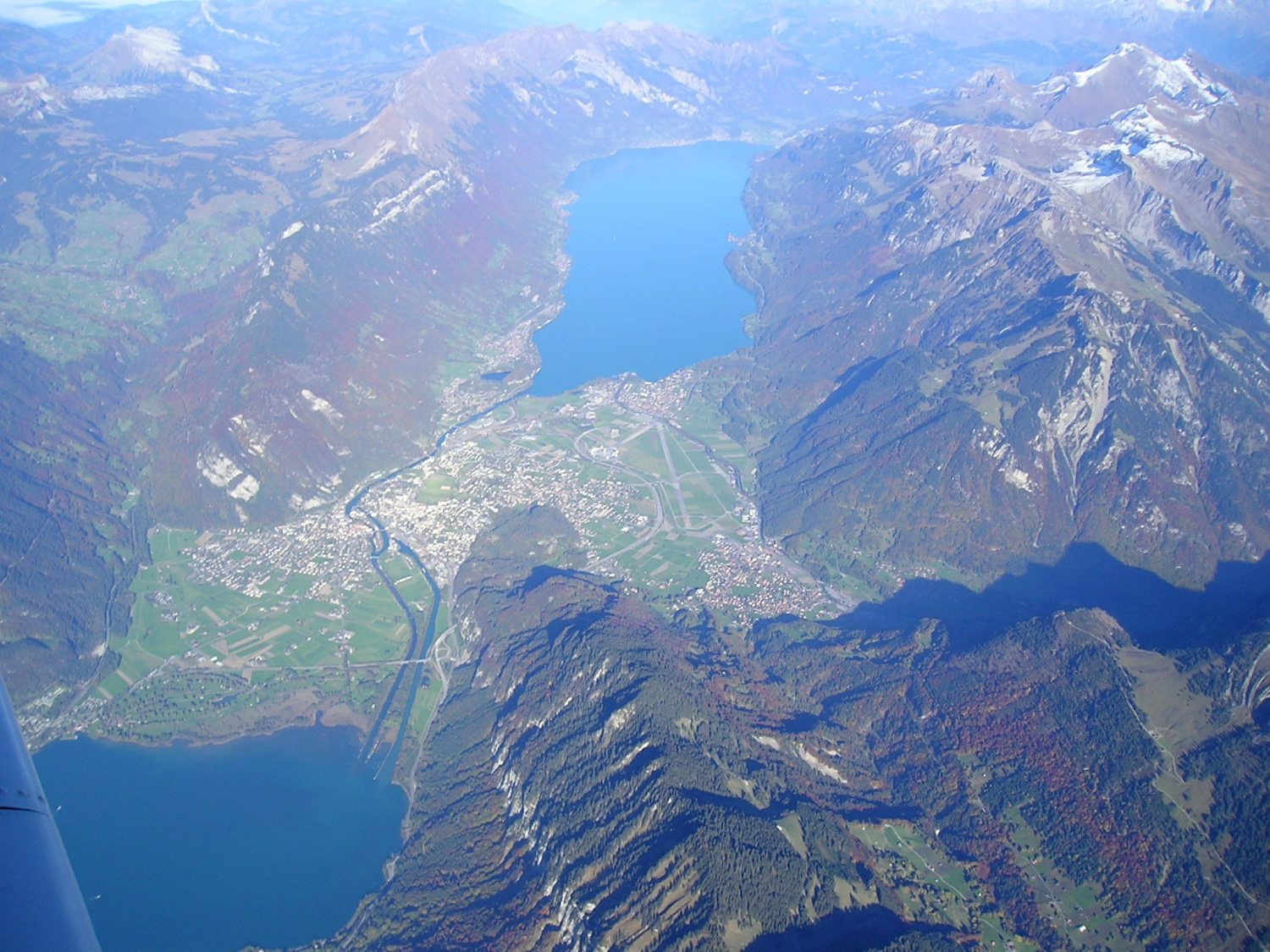
Bödeli a két tó között
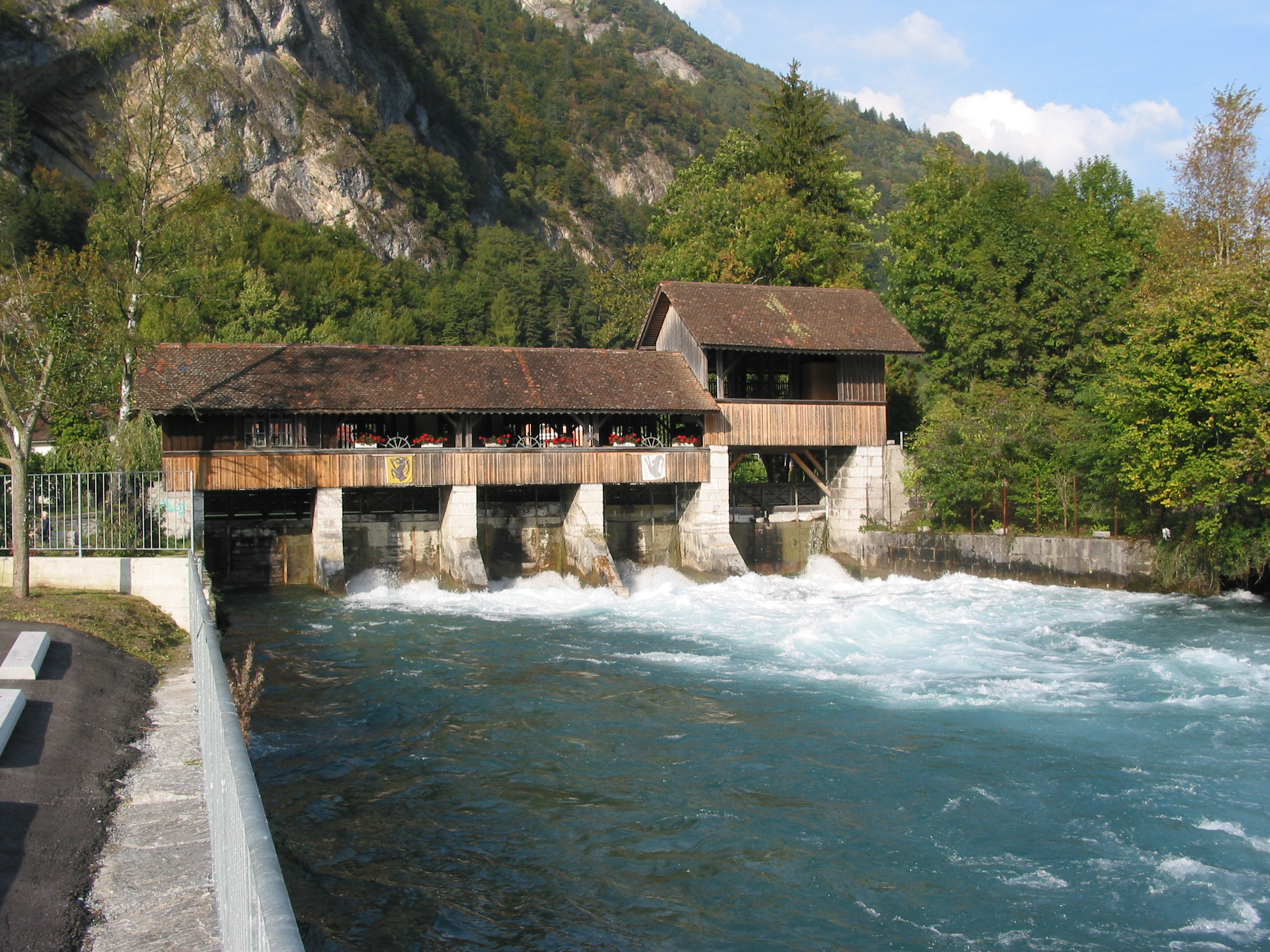
Aare folyó, átemelő